# 詹仁雄
詹仁雄（1969年5月31日—），綽號「詹哥」、筆名「人二雄」，是台灣四格漫畫家、作家及電視節目製作人。其製作的著名節目有《我猜我猜我猜猜猜》、《康熙來了》、《國光幫幫忙》、《我愛黑澀會》、《超級星光大道》、《超級模王大道》、《姐姐好餓》、《小姐姐的花店》、《聲林之王》、《菱格世代Dancing Diamond 52》、《原子少年Atom Boyz》、《未來少女》、 《大學聲 young voice 》，四格漫畫代表作品為《電視好國民》、《愛的自然現象》、《愛失禁》等。

## 事業
2007年詹仁雄與王偉忠共同成立金星娛樂。金星娛樂及其子公司製作《我猜我猜我猜猜猜》、《全民大悶鍋》、《康熙來了》、《我愛黑澀會》、《模范棒棒堂》、《星光大道》、《大學生了沒》、《聲林之王》等著名節目，成為橫跨台海兩岸的知名娛樂公司，也創造諸多演藝圈明星。
2010年詹仁雄創立野火娛樂，因台灣的電視觀眾人口下滑及電視節目製作預算限制而轉往中國大陸開拓市場，並持續摸索台灣的綜藝節目市場。2020年野火娛樂與聯聯看娛樂共同打造《菱格世代DD52》獲得第56屆金鐘獎綜藝節目獎，為台灣偶像產業建立基石。
2014年1月1日，詹仁雄與出版人韓嵩齡聯名成立寫樂文化。
2022年野火娛樂與遊戲橘子共同打造男團選秀節目《原子少年》掀起熱潮，與遊戲橘子、文策院成立踢帕娛樂，續推女團選秀節目《未來少女》，並經營男女團及偶像事業。

## 個人生活
前妻為演員陳孝萱，兩人育有一子。2016年5月與演藝圈外女友「小Mei」再婚，兩人育有一女。。

## 出版作品

### 四格漫畫
| 年份           | 漫畫名                            | 出版社   | ISBN            |
| -------------- | --------------------------------- | -------- | --------------- |
| 1997年8月7日   | 《非常辦公室》（全1集）           | 時報文化 | ISBN 9571323462 |
| 1997年11月19日 | 《電視好國民》（全1集）           | 時報文化 | ISBN 9571324272 |
| 1998年7月21日  | 《東區男子公寓》（全1集）         | 時報文化 | ISBN 9571325813 |
| 1999年4月12日  | 《電視好國民2》（全1集）          | 時報文化 | ISBN 9571328731 |
| 1999年12月20日 | 《愛的自然現象》（全1集）         | 時報文化 | ISBN 9571330159 |
| 2002年3月25日  | 《愛失禁》（全1集）               | 時報文化 | ISBN 9571336300 |
| 2003年10月20日 | 《男人的貳佰零伍種脆弱》（全1集） | 時報文化 | ISBN 9571339954 |
| 2006年1月26日  | 《非常辦公室2》（全1集）          | 時報文化 | ISBN 9571344338 |

### 書籍
| 年份           | 書名                         | 出版社     | ISBN               |
| -------------- | ---------------------------- | ---------- | ------------------ |
| 2004年9月11日  | 《我的巧克力男呢》           | 時報文化   | ISBN 9571341746    |
| 2005年5月30日  | 《人二雄路線之好旅館》       | 時報文化   | ISBN 9867586247    |
| 2005年9月5日   | 《熟男熱》                   | 聯合文學   | ISBN 9575225619    |
| 2006年6月19日  | 《有些話，不知如何跟你說》   | 平裝本出版 | ISBN 9578035802    |
| 2008年10月31日 | 《人二雄路線2：奧客之道》    | 時報文化   | ISBN 9789867586681 |
| 2010年11月24日 | 《愛‧旅行》                  | 推守文化   | ISBN 9789866570315 |
| 2013年2月27日  | 《女人都不說，男人都不問。》 | 推守文化   | ISBN 9789865883089 |
| 2014年4月28日  | 《這不是飯店，是我家》       | 寫樂文化   | ISBN 9789869028028 |
| 2023年2月7日   | 《海邊小屋：人二雄畫帖手記》 | 寫樂文化   | ISBN 9786269688128 |

## 製作作品

### 電視節目製作
| 頻道                          | 節目                                         |
| ----------------------------- | -------------------------------------------- |
| 中國電視公司                  | 我猜我猜我猜猜猜                             |
| 中國電視公司                  | 電視大國民                                   |
| 中國電視公司                  | 超級星光大道                                 |
| 中國電視公司                  | 舞林大道                                     |
| 中國電視公司                  | 週日大精彩                                   |
| 中國電視公司                  | 你猜你猜你猜猜猜                             |
| 中國電視公司                  | 華人星光大道                                 |
| 中國電視公司                  | 超級模王大道                                 |
| 中國電視公司                  | 超級歌喉讚                                   |
| 中國電視公司                  | 熱舞時代                                     |
| 中國電視公司                  | 超級馬力新春大爆走（2014年大年初一特別節目） |
| 中國電視公司                  | 最強大國民                                   |
| 中華電視公司                  | 黃金舞台                                     |
| 公共電視文化事業基金會        | 公視人生劇展－一克拉的室友                   |
| 中天電視                      | 社會記者的故事                               |
| 中天電視                      | 康熙來了                                     |
| 中天電視                      | 全民大悶鍋                                   |
| 中天電視                      | 台北紅樓夢                                   |
| 中天電視                      | 大學生了沒                                   |
| 中天電視                      | 娛樂圈圈看                                   |
| 中天電視                      | 麻辣同學會                                   |
| 中天電視                      | 小明星大跟班                                 |
| 三立電視                      | 國光幫幫忙                                   |
| 三立電視                      | 王牌大賤諜                                   |
| 八大電視                      | 大小愛吃                                     |
| Channel V（台灣）             | 模棒棒堂                                     |
| Channel V（台灣）             | LOLLIPOP哪裡怕                               |
| Channel V（台灣）             | 哪裡5打抗                                    |
| Channel V（台灣）             | 我愛黑澀會                                   |
| Channel V（台灣）             | 無敵青春克                                   |
| MTV（台灣）                   | 超級旁門左道                                 |
| 衛視中文台                    | WOW！侯麻吉                                  |
| 東風衛視                      | 陶子娛樂秀（第四任製作人）                   |
| 緯來電視網                    | 禎甄高興見到你                               |
| 緯來電視網                    | 姊妹淘心話                                   |
| 緯來電視網                    | 文茜的音樂故事                               |
| 超級電視台                    | 金頭腦                                       |
| 超級電視台                    | 小宇宙33號                                   |
| 超級電視台                    | 私房話老實說                                 |
| 臺灣電視公司、中天電視等      | 菱格世代Dancing Diamond 52（製作人）         |
| ETtoday新聞雲、臺灣電視公司等 | 聲林之王（共同製作人）                       |
| ETtoday新聞雲、臺灣電視公司等 | 聲林之王2（共同製作人）                      |
| TVBS歡樂台、中國電視公司等    | 原子少年（出品人）                           |
| TVBS歡樂台、中國電視公司等    | 原子少年2（出品人）                          |
| 八大綜合台                    | 金星號飛船（出品人）                         |
| TVBS歡樂台                    | 來吧！營業中 第二季                          |
| TVBS歡樂台                    | 為你唱情歌 (總監製)                          |
| TVBS歡樂台                    | 未來少女 (總監製)                            |

- 冠軍電視台《網路溫度計》

## 監製作品

### 電影監製
- 死亡TV SHOW

## 外部連結
- 詹仁雄的Facebook專頁
- 詹仁雄的Instagram帳戶